# 阿斯托加主教宫

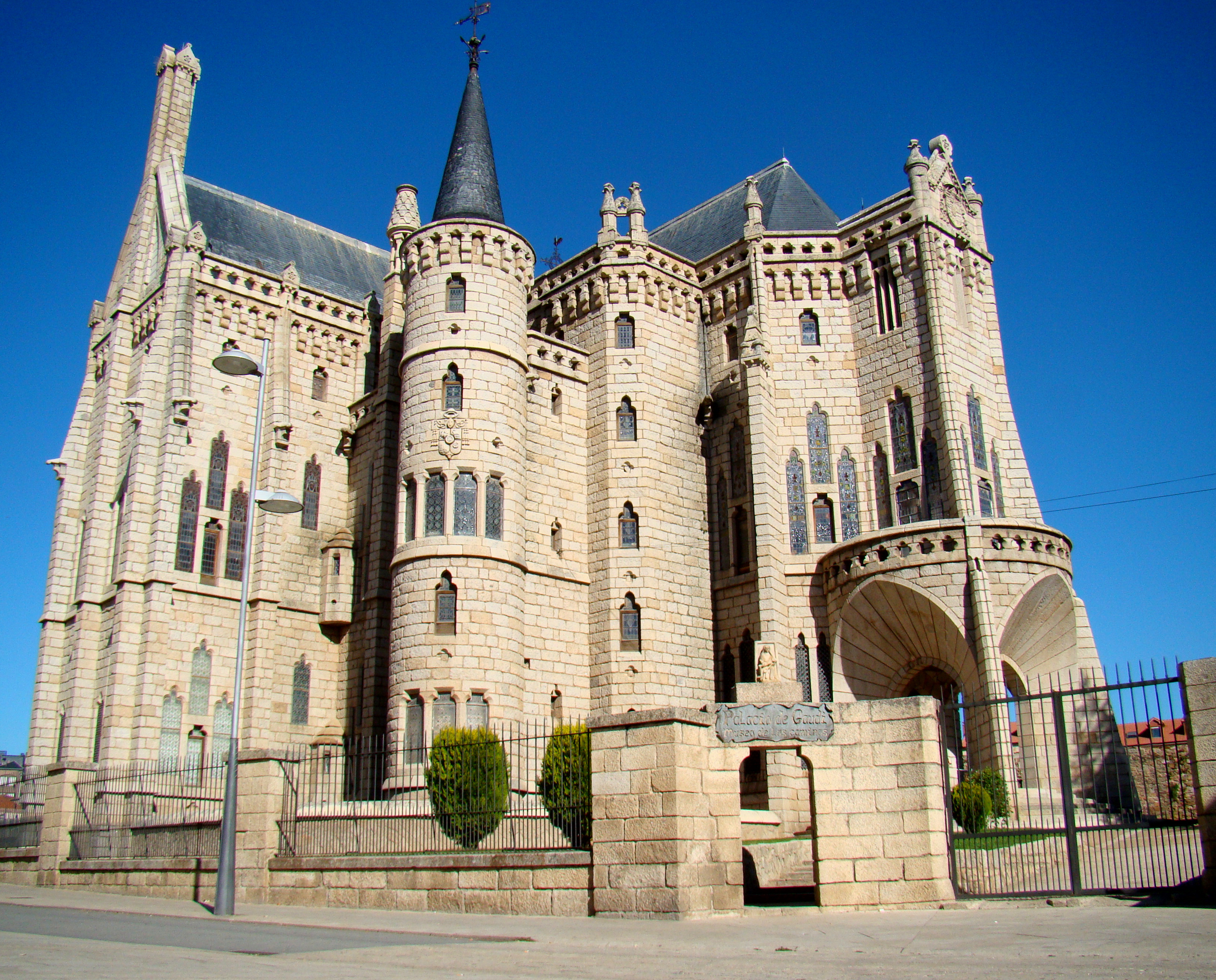
阿斯托加主教宫

阿斯托加主教宫（Palacio Episcopal de Astorga）位于西班牙阿斯托加，由西班牙建筑师安东尼·高迪设计，兴建于1889年到1913年。

## 历史
原来的主教宫在19世纪毁于火灾，格劳主教决定委托他的朋友安东尼·高迪设计新的主教宫。他们二人是在格劳任职于天主教塔拉戈纳总教区时成为朋友。
当高迪接受委托时，仍然在巴塞罗那的桂尔宫工作，因此无法迁往阿斯托加研究地形。因此，他按照主教送去的照片，开始设计。高迪的设计在1889年2月获得批准，次年6月奠基。
该建筑用灰色花岗岩建成，新中世纪风格，以与周围建筑，特别是阿斯托加主教座堂相协调。但是也具有了一些高迪后来建筑的典型特征。
1893年，格劳主教去世后，高迪因分歧而辞职，工程耽搁了十余年，到1907年至1915年由 Ricardo Garcia Guereta完成。在内战期间，这座建筑作为长枪党地区总部。后来马塞洛·冈萨雷斯·马丁主教在此开设了关于圣雅各伯朝圣之路的博物馆（Museo de los Caminos）。